# (73239) 2002 JU34
(73239) 2002 JU34 – planetoida z pasa głównego asteroid okrążająca Słońce w ciągu 3,54 lat w średniej odległości 2,32 j.a. Odkryta 9 maja 2002 roku.